# Przerwany sen
Przerwany sen – film dokumentalny w reżyserii Grzegorza Milko o Krzysztofie Cegielskim, polskim żużlowcu, wielokrotnym reprezentancie kraju, którego kariera została przerwana wypadkiem na torze w 2003 roku. W filmie przedstawiona jest symboliczna podróż na stadion do szwedzkiej Vetlandy, gdzie Cegielski wystartował w swoim ostatnim biegu. 
Muzykę do filmu stworzył Stefan Machel. 
Premiera kinowa odbyła się 3 października 2011 w Multikinie w Warszawie oraz 6 października 2011 w multipleksie Helios w Gorzowie Wielkopolskim. Emisja w Canal+ Polska od 8 października 2011.